# Oglasa parallela
Oglasa parallela là một loài bướm đêm trong họ Noctuidae.